# Йёнссон, Эгон
Эгон Йёнссон (швед. Egon Jönsson, 8 октября 1921, Мальме — 19 марта 2000) — шведский футболист, играл на позиции полузащитника за «Мальме» и национальную сборную Швеции, в составе которой в 1948 году стал олимпийским чемпионом, в 1950 году стал бронзовым призёром чемпионата мира в Бразилии, в 1952 году выиграл бронзовые награды Олимпийских игр.

## Клубная карьера
Во взрослом футболе дебютировал в 1943 году выступлениями за команду клуба «Мальме», цвета которой и защищал на протяжении всей своей карьеры, которая длилась двенадцать лет. В составе «Мальме» был одним из главных бомбардиров команды, имея среднюю результативность на уровне 0,5 гола за игру первенства. Четырёхкратный чемпион Швеции — 1949, 1950, 1951 и 1953 годов.

## Выступления за сборную
В 1946 году дебютировал в официальных матчах в составе национальной сборной Швеции. В течение карьеры в национальной команде, которая длилась 7 лет, провел в форме главной команды страны 22 матча, забив 9 голов.
В составе сборной был участником футбольного турнира на Олимпийских играх 1948 года в Лондоне, по результатам которого стал олимпийским чемпионом, чемпионата мира 1950 года в Бразилии, на котором команда завоевала бронзовые награды, а также футбольного турнира на Олимпийских играх 1952 года в Хельсинки.
Умер 19 марта 2000 года на 79-м году жизни.

## Титулы и достижения
- Олимпийский чемпион (1):

1948